# Salade (mets)
Pour les articles homonymes, voir Salade.
La salade est initialement un mets préparé, composé de feuilles d'herbes potagères crues, éventuellement assaisonnées de vinaigrette (voir aussi salade composée).

## Étymologie
Le mot « salade » provient de l'italien insalata, « mets salé » (participe passé du latin tardif salare, donnant les herba salata, « herbes potagères salées », plat typique dans la Rome antique) et qu'on retrouve dans le provençal, salada. Les Romains avaient en effet l'habitude de conserver olives, radis et autres légumes dans la saumure ou de l'huile et du vinaigre salés. En français, le mot est attesté depuis 1335.
Depuis le début du XVe siècle le sens moderne est attesté.

## Exemples de salades
La salade se définit comme un mets froid composé de légumes crus ou cuits, de viande, de crustacés, de poisson, de charcuterie, d'œufs, de fromage, assaisonnés d'une vinaigrette, d'une sauce froide, de mayonnaise. Dans ce cas, on précise, par un complément de nom ou un adjectif, qu'il s'agit, par exemple, d'une salade de tomate, d'une salade russe…
Parmi les salades, on peut trouver plusieurs bases réputées :
- fattouche
- mesclun
- salade cauchoise
- salade César
- salade de chèvre chaud
- salade grecque
- salade landaise
- salade liégeoise
- salade méchouia
- salade niçoise
- salade normande

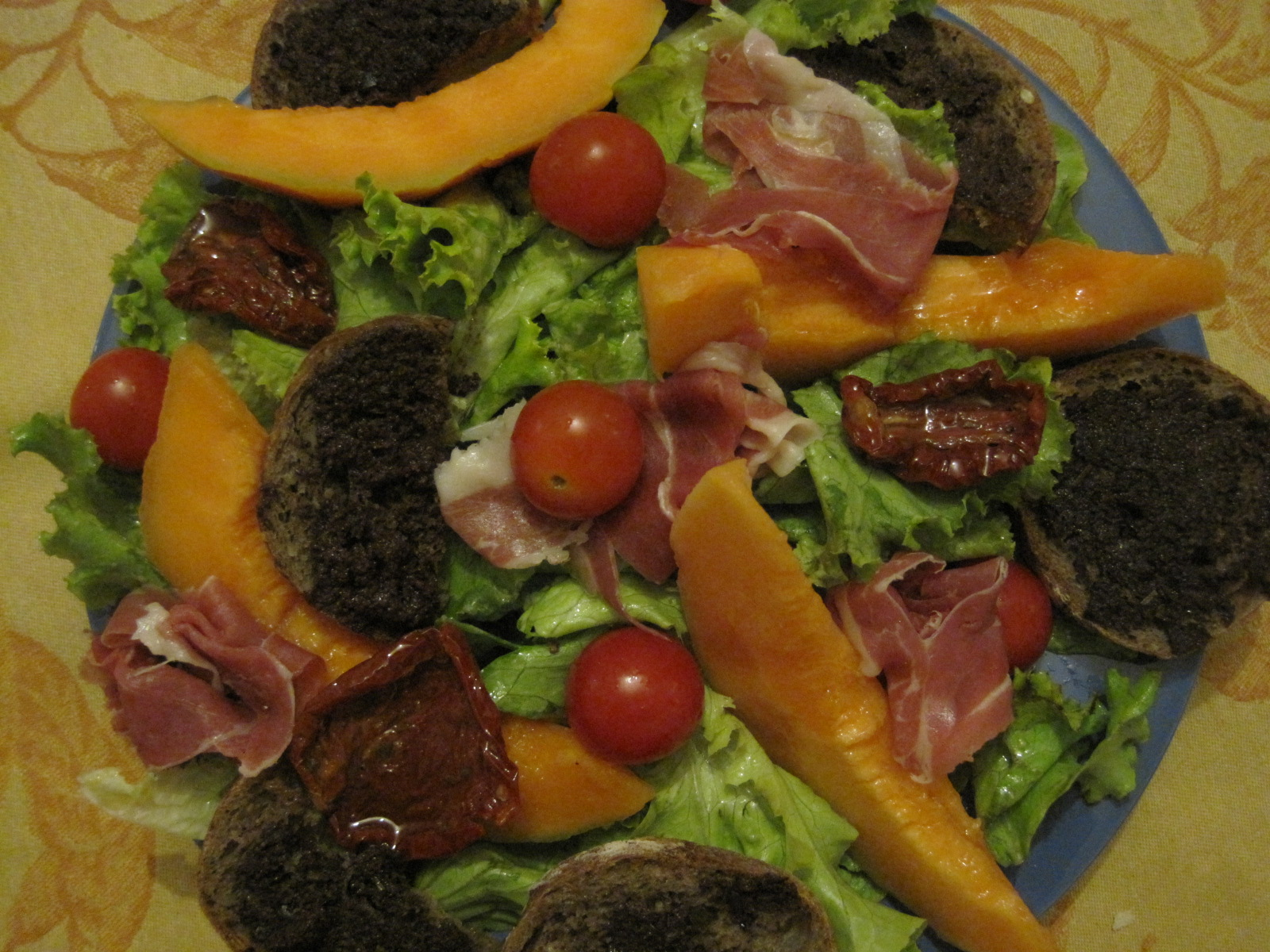
Salade composée.
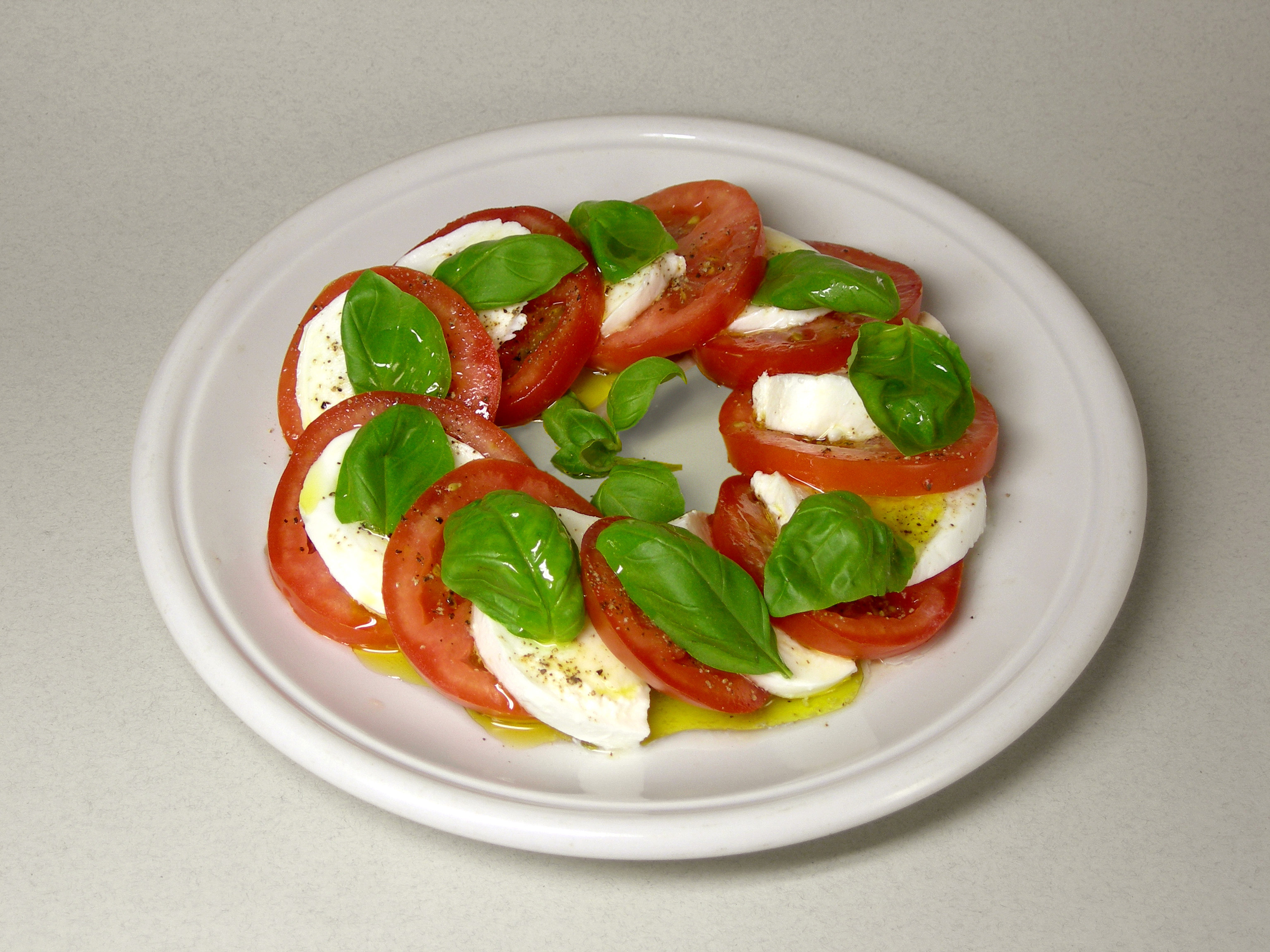
Salade caprese.
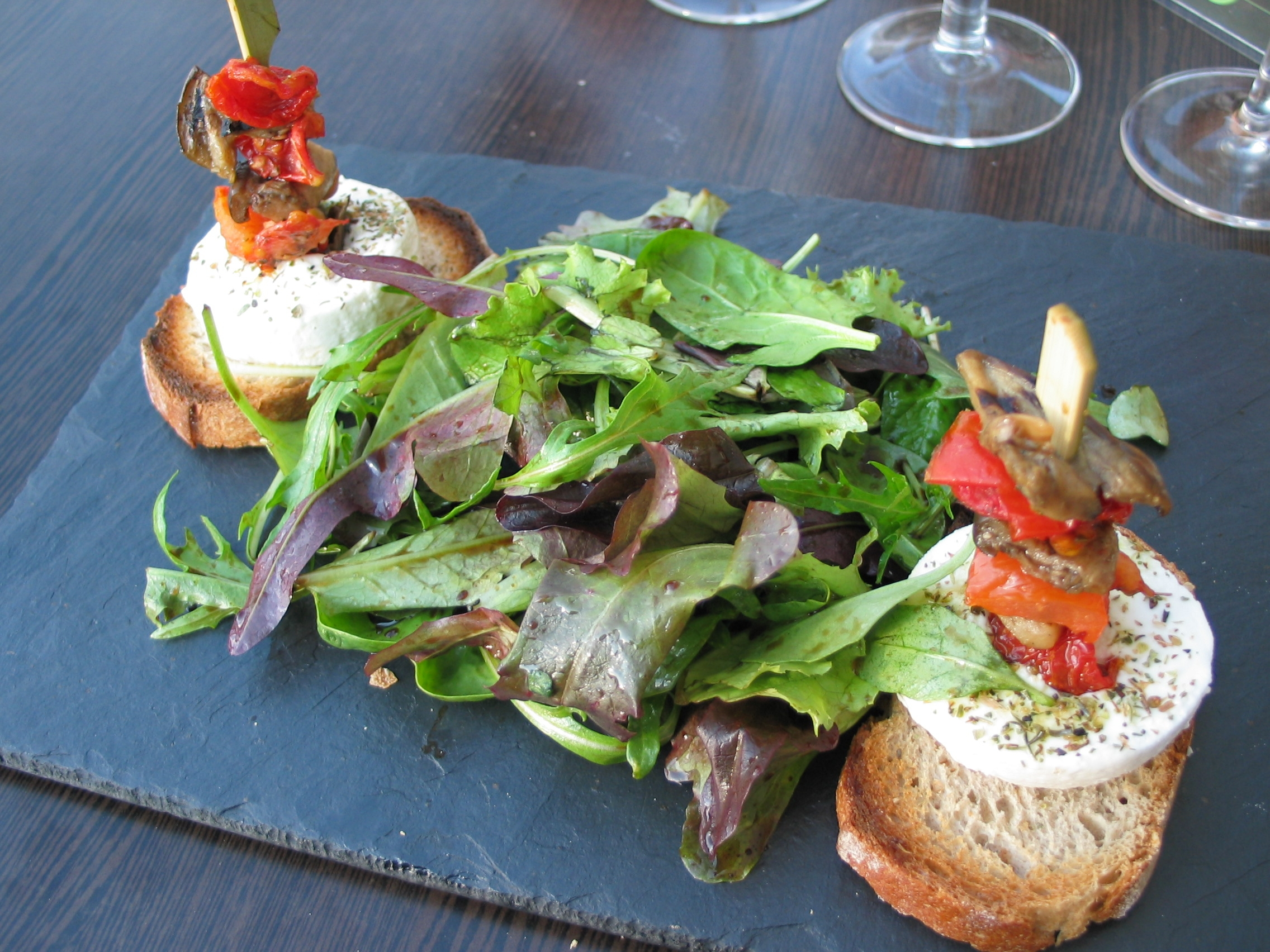
Mesclun.
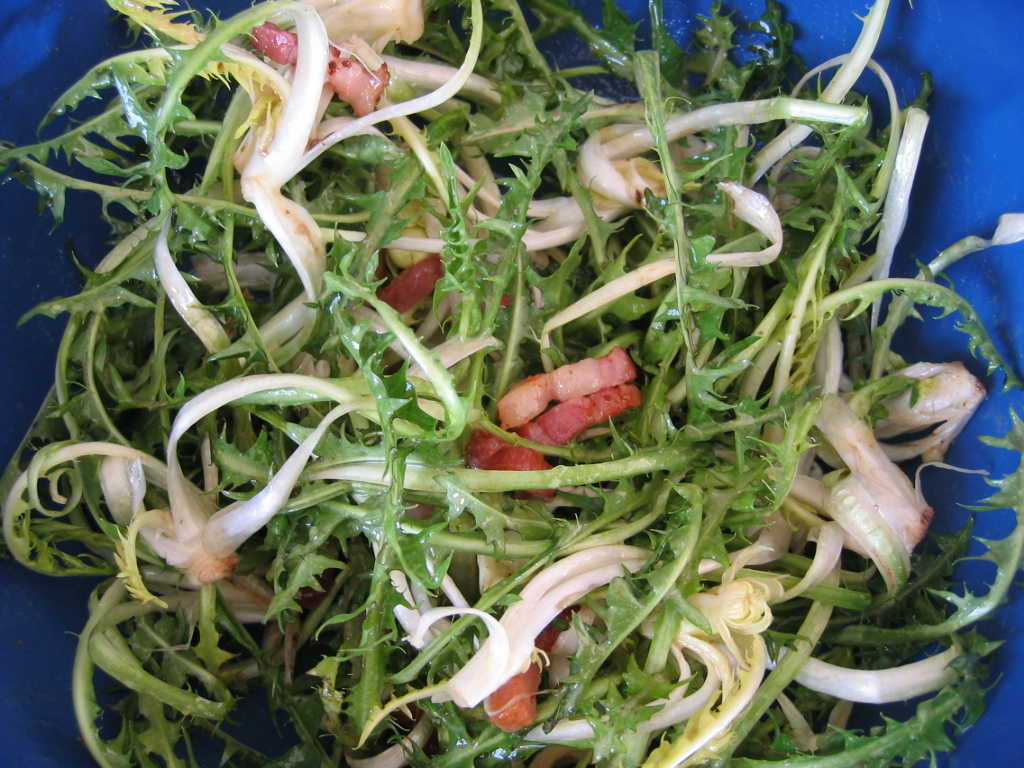
Salade de pissenlit.
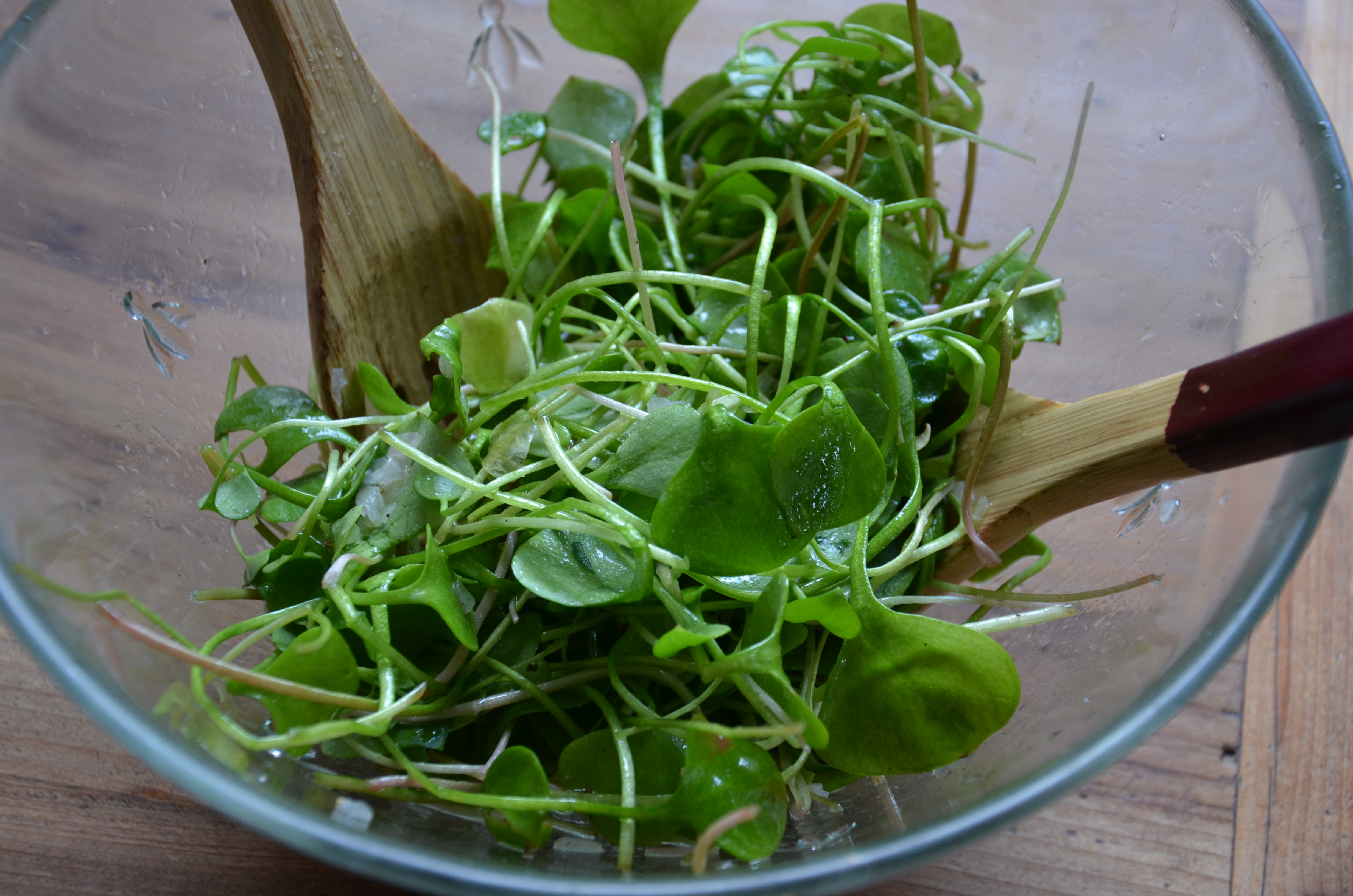
Salade de pourpier d'hiver.
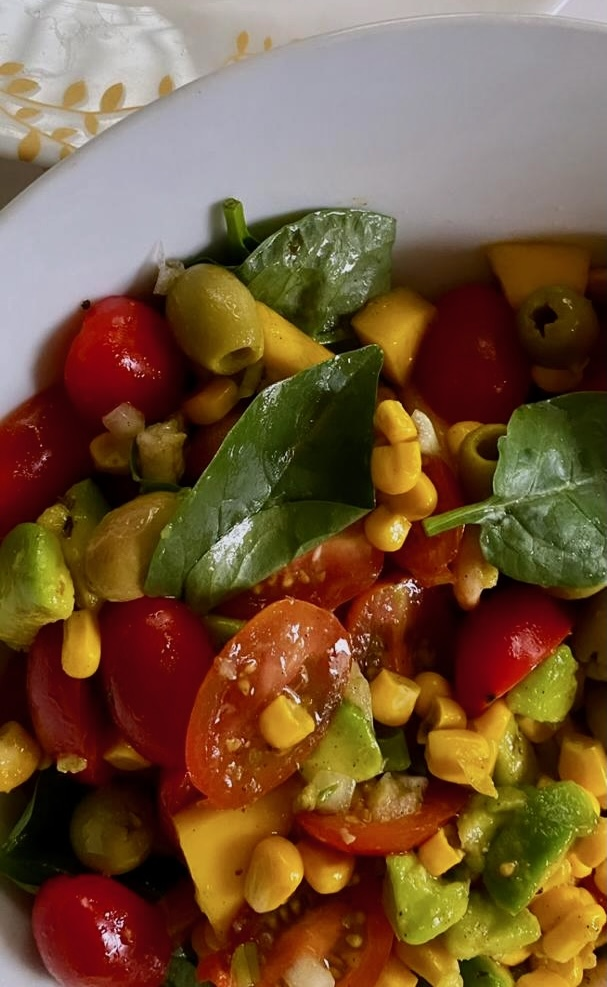
Salade estivale.

En matière de dessert, on parle aussi de salade de fruits.

## Proverbe
- « Pour bien faire la salade, il faut être quatre : un avare pour y mettre le vinaigre, un prodigue pour l'huile, pour le sel, un sage et pour la remuer un fou ! »

## Expressions
- « Vendre sa salade » : essayer de convaincre.
- « Raconter des salades » : dire des mensonges, de fausses nouvelles.
- « Panier à salade » : fourgon de police.
- « Manger salade, jamais malade » : maintien en bonne santé, expression du Beaujolais.